# Federico Caner
Federico Caner (nacido el 8 de noviembre de 1973 en Treviso, Italia) es un político simpatizante con el movimiento regionalista de autonomismo veneciano de Veneto, Italia.
Miembro de la Liga Véneta y de la Liga Norte desde 1993, fue elegido por primera vez para el Consejo Regional de Veneto en el año 2000 y luego reelegido en 2005 y 2010 (cuando obtuvo más votos que cualquier otro candidato por la provincia de Treviso). De 2010 a 2015 se destacó como líder de piso de su partido en el Concejo.
En 2015 no se presentó a la reelección, pero luego fue nombrado ministro regional de Programas de la Unión Europea, y como ministro de Turismo y Comercio Internacional en el segundo gobierno de Luca Zaia.
En 2020, Caner fue elegido miembro del Consejo Regional y nombrado ministro regional de Programas de la Unión Europea, y como ministro de Agricultura, Turismo y Comercio Internacional en el tercer gobierno de Zaia.